# John Jairo Angulo (futbolista colombiano)
John Jairo Angulo (Cali, Valle del Cauca, Colombia; 17 de febrero de 1985) es un futbolista colombiano. Es primo del también futbolista, Eder Arias del Club Deportivo Victoria de Honduras.

## Clubes
| Club                    | País       | Año         |
| ----------------------- | ---------- | ----------- |
| Independiente Medellín  | Colombia   | 2004 - 2005 |
| Brujas FC               | Costa Rica | 2005 - 2006 |
| Centauros Villavicencio | Colombia   | 2006 - 2007 |
| Aragua FC               | Venezuela  | 2008 - 2010 |
| Plaza Amador            | Panamá     | 2011        |